# Sabine Sesselmann
Sabine Sesselmann est une actrice allemande, née le 13 août 1936 à Munich, et morte le 1er mars 1998 à Tutzing (Allemagne).

## Biographie
L'essentiel de sa brève carrière cinématographique se situe de la fin des années 1950 au milieu des années 1960, avec, pour le public français, une apparition remarquée en 1959 dans Le Bossu d'André Hunebelle, dans le double rôle d'Isabelle de Caylus et d'Aurore de Nevers (la fille d’Isabelle de Caylus), aux côtés de Jean Marais (dans le rôle-titre) et Bourvil.
Sabine Sesselmann, fille de commerçant, étudie l'histoire de l’art à Berlin puis, pendant deux ans, prend des cours de théâtre auprès de l'actrice Hilde Körber au cours Max-Reinhardt. Elle interprète son premier rôle au théâtre de Lübeck (de) en 1957. La même année, elle obtient un premier rôle qui la fait connaître au cinéma, celui d'une bonne fée dans Effervescence au pays de cocagne. Ensuite, les engagements se succèdent rapidement dans diverses productions cinématographiques. Elle interprète souvent le rôle de femmes persécutées dans des films noirs, comme dans les adaptations des romans d'Edgar Wallace telles que Le Narcisse jaune intrigue Scotland Yard en 1961 et La Porte aux sept serrures en 1962.
En 1964, elle épouse le vendeur de voitures Ernst Henne jr., fils du célèbre pilote automobile et moto allemand de l'entre-deux-guerres Ernst Jakob Henne. Elle se retire alors de la vie publique, sauf pour quelques rares réapparitions comme en 1996, dans un épisode de la série criminelle Soko brigade des stups. Elle meurt d’un cancer deux ans plus tard, en Haute-Bavière à Tutzing où elle est inhumée.

## Filmographie

### Cinéma
- 1957 : Effervescence au pays de cocagne (Aufruhr im Schlaraffenland)
- 1958 : Madeleine Tel. 13 62 11 : Karin
- 1958 : Impudeur (Liebe kann wie Gift) : Magdalena Kohler
- 1958 : U 47 – Kapitänleutnant Prien : Mme Ingeborg Prien
- 1958 : Une chanson fait le tour du monde (Ein Lind geht um die Welt) : Brigitte von helden
- 1959 : Cour martiale (Kriegsgericht) : Antje duren
- 1959 : Freddy, die Gitarre und das Meer : Katja
- 1959 : Morgen wirst du um mich weinen : Thea Hackrath
- 1959 : Le Bossu d'André Hunebelle : Aurore de Nevers/Isabelle de Caylus (créditée au générique sous le pseudonyme « Sabina Selman »)
- 1959 : Le Trésor des SS (Der Schatz vom Toplitzsee) :  Didi Lanz
- 1960 : L'Homme au chapeau melon (Der Herr mit der Schicksals) : Christine Meissen
- 1960 : Le pont du destin (Die Brücke des Schicksals) : Inge
- 1961 : Le Narcisse jaune intrigue Scotland Yard (Das Geheimnis der gelben Narzissen) : Anne Ryder
- 1961 : Scotland Yard à l'écoute (Scotland Yard hört mit) : Sabina Farlow
- 1962 : La Porte aux sept serrures ,(Die Tür mit den 7 Schlössern) : Sybil Lansdown
- 1963 : Vienne reste toujours Vienne (Die ganze Welt ist himmelblau) : Candy
- 1964 : Du grisbi pour Hong Kong (Ein Sarg aus Hongkong) : Janet West

### Télévision
- 1957 : Daphnis und Chloe (téléfilm) : Amalthea
- 1958 : Darf ich mitspielen? (téléfilm) : Isabella
- 1962 : Alarm für Dora X : Inge Kolbach
- 1970 : Luftsprünge (série TV) : Nancy Maine
- 1996 : Soko brigade des stups (SOKO, Munchen) (série TV) : Mme Meersen